# M/T Donat
M/T Donat je hrvatski tanker tipa suezmax za prijevoz sirove nafte. IMO broj mu je 9318539. MMSI broj je 238233000. Plovi pod hrvatskom zastavom. Matična luka je Zadar.

## Karakteristike
Splitsko brodogradilište ugovorilo je izgradnju broda 2005. godine za 54 milijuna dolara za hrvatskog brodara Tankersku plovidbu iz Zadra. Nosivost broda koja je 166.188 tona. Bruto tonaže je 84 315.  Dvostruke je oplate čime je zadovoljavao sve ondašnje sve svjetske ekološke standarde. Postavljen je na navoze kao novogradnja br. 447. Kum broda trebao je biti Božidar Kalmeta, koji je kumstvo prepustio svom prvom suradniku, državnom tajniku za more Branku Bačiću. Primopredaja broda trebala je biti 24. srpnja 2007. godine. Zbog vrućine koja je bila na razini elementarne nepogode, pa radnici nisu uspjeli obaviti sve potrebne pojedinosti za predaju broda, primopredaja je bila odgođena za 27. srpnja 2007. Prvo zapovjednistvo preuzeo je zapovjednik kap. Elvis Ricov.
Brodovi blizanci koji su mu prethodili su M/T Alan Veliki i M/T Hrvatska. Alan Veliki, Hrvatska i Donat u vrijeme porinuća bila su tri najveća tankera na svijetu od 166.000 tona porinuta s kosog ležaja u jednom komadu.

## Vanjske poveznice
- M/T Donat  Arhivirana inačica izvorne stranice od 23. rujna 2015. (Wayback Machine)